# Foliabitus
Foliabitus Zhang & Maddison, 2012 è un genere di ragni appartenente alla famiglia Salticidae.

## Distribuzione
Le 3 specie note sono state reperite in Cina e Vietnam.

## Tassonomia
Per la descrizione delle caratteristiche di questo genere sono stati esaminati gli esemplari tipo di F. longzhou Zhang & Maddison, 2012.
Non sono stati esaminati esemplari di questo genere dal 2020.
Attualmente, a febbraio 2022, si compone di 3 specie:
1. Foliabitus longzhou Zhang & Maddison, 2012[2] — Cina
2. Foliabitus scutigerus (Zabka, 1985) — Vietnam
3. Foliabitus weihangi Lin & Li, 2020 — Cina